# Damar
Damar o Damer (en indonesi: Pulau Damer), és una petita illa volcànica del grup de les illes Barat Daya a la província de Maluku d'Indonèsia, al costat sud del mar de Banda. Està flanquejada per quatre illes més petites deshabitades: una a l'est (Layeni), una a l'oest (Nus Leur) i dues al sud (Terbang Utari i Terbang Selatan). Juntes s'anomenen illes Damar i constitueixen un districte administratiu dins de la regència de Maluku Barat Daya. El districte té una superfície terrestre de 392,29 km² i el 2020 tenia 5.718, tots a la mateixa illa Damar.

## Descripció
Damar fa uns 20 km de llargada per 18 km d'amplada. Es troba uns 125 km a l'est de Romang i 200 km a l'est de Wetar. La part nord de l'illa s'ha desforestat per al cultiu de cocos, anacards, cafè, cacau, clau i nou moscada, mentre que la part sud encara és majoritàriament boscosa. La població es concentra al nord i a l'est; la majoria dels illencs són agricultors o pescadors. El punt més alt de l'illa és el mont Wurlalia, un estratovolcà que s'eleva fins als 868 msnm.

## Fauna
La part boscosa de l'illa ha estat identificada per BirdLife International com una àrea important per a la conservació de les aus perquè en ella hi viu l'endèmic papamosques de Damar, que viu en els boscos tropicals i subtropicals de frondoses humits de les terres baixes.